# KOI-817
KOI-817 (иное название — Kepler-236) — звезда в созвездии Лиры. Является субкарликом, в процессе звёздной эволюции сбросившим свою газовую оболочку, спектрального класса M1V C.
5 января 2012 года при изучении радиосигналов в рамках проекта SETI было объявлено об обнаружении сигнала, который может являться потенциальным кандидатом на радиосигнал внеземного происхождения. Сигнал получен по направлению от ранее открытой экзопланеты в системе KOI-817, для обнаружения её были использованы данные, полученные телескопом Кеплер. Однозначной трактовки в научном сообществе этого «открытия» нет.
Многие мировые СМИ растиражировали новость о получении радиосигналов от разумных существ на планетах из систем KOI-812 и KOI-817. Профессиональные астрономы не стали особенно протестовать против этой сомнительной сенсации, и, поэтому, «главному астрономическому блогеру» Филу Плейту начали поступать письма с вопросами, действительно ли радиоастрономы на радиотелескопе Грин-бэнк обнаружили нечто странное, или всё, как обычно, можно естественно объяснить радиопомехами, пульсарами и т. д.
Фил Плейт решил ответить всем интересующимся обстоятельным постом на badastronomy.com, суть которого сводится к следующему:
— Да, радиоастрономы наблюдали странные узкополосные сигналы радиоизлучения от звезд KOI-812 и KOI-817.
— Да, сигналы имеют внеземное происхождение (это ясно из картинки) и очень похожи на искусственные. Настолько похожи, что почти без сомнения имеют искусственное происхождение.
— Идут ли они к нам от звезд? Идут, но не от звёзд. Наблюдавшиеся радиосигналы принадлежат искусственным спутникам Земли, которые «вмешались» в наблюдения благодаря относительно высокой излучаемой ими мощности в радиодиапазоне и близости к Земле.